# NGC 2122
NGC 2122 (również ESO 57-EN41) – gromada otwarta powiązana z mgławicą emisyjną, znajdująca się w gwiazdozbiorze Góry Stołowej. Należy do Wielkiego Obłoku Magellana. Odkrył ją James Dunlop 3 sierpnia 1826 roku.